# ماك روبنسون
ماك روبنسون (بالإنجليزية: Mack Robinson)‏ هو منافس ألعاب قوى أمريكي، ولد في 18 يوليو 1914 في القاهرة في الولايات المتحدة، وتوفي في 12 مارس 2000 في باسادينا في الولايات المتحدة بسبب ذات الرئة.

## وصلات خارجية
- ماك روبنسون على موقع اللجنة الأولمبية الدولية (الإنجليزية)
- ماك روبنسون على موقع أوليمبيديا (الإنجليزية)